# Of Human Bondage (album)
Of Human Bondage è un album studio del gruppo musicale Angel Dust, pubblicato nel 2002.

## Tracce
1. The Human Bondage – 4:12
2. Inhuman – 4:02
3. Unreal Soul – 4:58
4. Disbeliever – 5:44
5. Forever – 5:22
6. Unite – 4:59
7. Got this Evil – 4:01
8. The Cultman – 6:12
9. Freedom Awaits – 4:25
10. Killer (Seal cover) – 3:34

## Formazione
- Ritchie Wilkison - chitarra
- Dirk Assmuth - batteria
- Dirk Thurisch - voce
- Frank Banx - basso
- Steven Banx - tastiere